# Mission der guten Dienste der Vereinten Nationen in Afghanistan und Pakistan
Die Mission der guten Dienste der Vereinten Nationen in Afghanistan und Pakistan (englisch United Nations Good Offices Mission in Afghanistan and Pakistan, UNGOMAP), eine UN-Friedensmission, basierte auf der UN-Resolution 622  vom 31. Oktober 1988 und fand von Mai 1988 bis März 1990 statt.
Bedingt durch die Militärintervention der Sowjetunion in Afghanistan kam es zu längeren Debatten im Sicherheitsrat, die jedoch alle ergebnislos blieben. Durch eine persönliche Intervention von Generalsekretär Javier Pérez de Cuéllar und seines persönlichen Beauftragten kam es 1988 endlich zum Genfer Afghanistan-Abkommen, durch die Afghanistan und Pakistan zu gegenseitiger Nichteinmischung und freiwilliger Rückführung von Flüchtlingen verpflichtet wurden und die Sowjetunion zum Abzug ihrer Truppen aufgefordert wurde. Nach Unterzeichnung der Verträge ermächtigte der Sicherheitsrat die UNGOMAP zur Überwachung der Durchführung des Abkommens.